# Ali Dilem
Ali Dilem, ou simplement Dilem, né le 29 juin 1967 à El Harrach, en Algérie, est un dessinateur de presse algérien.
Il publie ses caricatures dans le quotidien algérien Liberté avant sa fermeture, et dans l'émission de télévision Kiosque de TV5 Monde sur la chaîne francophone TV5, et dans l'hebdomadaire français Charlie Hebdo.

## Carrière
Il a fait ses études à l'École nationale des beaux arts d'Alger.
Après les événements d'octobre 1988, auxquels il participe, il commence sa carrière, pendant ses études, en intégrant l'équipe du journal Alger républicain en 1990 puis au quotidien Le Matin en 1991 avant de rejoindre Liberté en 1996.
Dilem travaille dans des conditions difficiles : menacé de mort par des groupes islamistes à de nombreuses reprises, il est aussi harcelé par plusieurs procès pour diffamation dont 26 en cours[Quand ?] et cumule 9 années de prison[réf. souhaitée]. Le 14 juin 2005, par exemple, il a été condamné à six mois de prison ferme pour une caricature publiée dans le journal Liberté le 29 novembre 2001, dans lequel il dénonçait la corruption des généraux algériens juste après les inondations meurtrières de Bab El-Oued.
En 2001, son nom a été attribué à des amendements au Code pénal (amendements Dilem) qui prévoient une série de mesures allant jusqu'à la peine de prison ferme contre les journalistes [réf. souhaitée] se risquant à offenser de quelque manière le président de la République ou les corps constitués (armée, justice, etc.).
Ses dessins ont été récompensés par près d'une vingtaine de prix internationaux dont le prix international du dessin de presse en 2000, le Trophée de la liberté de la presse décerné par le Club de la Presse du Limousin et Reporters sans frontières en septembre 2005, le Cartoonists Rights Network’s Award for Courage in Editorial Cartooning (prix du courage en dessin de presse) décerné à Denver (États-Unis) en juin 2006, et le grand prix de l’humour vache au Salon international du dessin de presse et d'humour de Saint-Just-le-Martel en septembre 2007.
Le 11 octobre 2010, il a reçu les insignes de Chevalier des Arts et des Lettres.
Dilem est également membre de la fondation Cartooning for Peace, fondée à l’initiative de l’ONU, qui organise des expositions et des conférences partout dans le monde, en réponse à l’affaire des caricatures danoises représentant Mahomet.
En 2014, il est nommé par Reporters Sans Frontières parmi les 100 héros de l'information dans le monde.
En février 2015, un mois après l'attentat contre Charlie Hebdo, il rejoint l'équipe de ce journal,.
Le 9 janvier 2017, Dilem a été promu au rang d'officier des Arts et des Lettres par la présidence de la République française, 10 ans après avoir reçu l'insigne de chevalier du même ordre.

## Publications
- Algérie Mon Humour, Alger, Casbah Éditions, 2011
- Dessine-moi le monde, Paris, Éditions de l'Aube, 2008
- Boutef président, Alger, Casbah Éditions, 2000